# Kinetoplastida
Kinetoplastida är en ordning (eller som klass Kinetoplastea) flagellbärande protozoer som omfattar ett antal parasiter som orsakar allvarliga sjukdomar hos människan och andra djur, likväl som frilevande former  som livnär sig på mikroorganismer i jord och vatten. De tillhör stammen Euglenozoa och deras viktigaste kännetecken är närvaron av en kinetoplast, ett granulum som innehåller DNA inne i den enda mitokondrien och som ofta är associerad med basen av cellens flagell (basalkropp), men den kan också finnas spridd i mitokondrien.
Kinetoplastiderna urskildes först av B. M. Honigberg 1963 som flagellatordningen Kinetoplastida. De delas traditionellt i ordningarna/underordningarna/familjerna Bodonida/Bodonina/Bodonidae med två flageller och Trypanosomatida/Trypanosomatina/Trypanosomatidae med en, men systematiken är lite förvirrad; den förra förefaller vara parafyletisk i förhållande till den andra. Trypasomatiderna är speciellt notabel eftersom de innefattar flera släkten som är exklusivt parasitiska, som till exempel Trypanosoma, vilka orsakar sömnsjuka och Chagas sjukdom, och Leishmania som orsakar Leishmaniasis. Bodo är ett typiskt släkte inom Bodonidae och innefattar diverse frilevande arter som livnär sig på bakterier. 